# Idonauton
Idonauton is een geslacht van vlinders van de familie slakrupsvlinders (Limacodidae).

## Soorten
- I. apicalis (Walker, 1855)
- I. micron (van Eecke)
- I. nigribasis Hampson, 1905